# Келесирија
Келесирија (грч. ἡ Κοίλη Συρία; лат. Coelesyria) је историјска област на југу Сирије, у долини Бека, између планинских вијенаца Ливана и Антиливана. Наводњавају је ријеке Ел-Ази (древни Оронт) и Ел-Литани (Леонт).
Послије ратова дијадоха назив Келесирија проширен је на Палестину и Феникију, које су дуже вријеме биле предмет спорова између Птолемеја и Селеукида. Под римским царем Септимијем Севером, Келесирија је 194. године постала засебна провинција.